# Караул (Котельницький район)
Карау́л (рос. Караул) — присілок у складі Котельницького району Кіровської області, Росія. Адміністративний центр Котельницького сільського поселення.
Населення становить 635 осіб (2010, 721 у 2002).
Національний склад станом на 2002 рік — росіяни 98 %.